# Ribeira (Terras de Bouro)
Ribeira is een plaats (freguesia) in de Portugese gemeente Terras de Bouro en telt 219 inwoners (2001).